# Massilia (cràter)
Massilia és un cràter sobre la superfície de (21) Lutècia, situat amb el sistema de coordenades planetocèntriques a 64 ° de latitud nord i 136 ° de longitud est. Fa un diàmetre de 61 km. El nom va ser fet oficial per la UAI el cinc d'abril de 2011 i fa referència a Massilia, una ciutat de l'època de Lutècia, antiga ciutat romana, actualment Marsella (França).